# Rościsław (Gont)
Rościsław, imię świeckie Ondrej Gont (ur. 25 stycznia 1978 w Sninie) – słowacki biskup prawosławny, w 2014 wybrany na metropolitę ziem czeskich i Słowacji.

## Życiorys
Absolwent wydziału teologii prawosławnej na Uniwersytecie w Preszowie (dyplom w 2002), studiował następnie także na Uniwersytecie Arystotelesa w Salonikach. Podczas studiów żył w monasterze św. Teodory Sołuńskiej w Salonikach i pozostawał uczniem duchowym archimandryty Ireneusza (Charalambakisa). Na diakona został wyświęcony 7 października 2003 r. przez metropolitę ziem czeskich i Słowacji Mikołaja, natomiast na kapłana wyświęcił go w soborze św. Aleksandra Newskiego w Preszowie biskup hajnowski Miron z Polskiego Autokefalicznego Kościoła Prawosławnego 21 października tego samego roku.
Po przyjęciu święceń kapłańskich służył na Słowacji, był także kapelanem domu dziecka w Medzilaborcach. Wielokrotnie odwiedzał monastery w Serbii, Grecji i Polsce. Postrzyżony na mnicha został 6 października 2012 r. w monasterze Złożenia Szat w Komarnie, przyjmując imię zakonne Rościsław. W tym samym roku otrzymał godność ihumena.
18 listopada 2012 miała miejsce jego chirotonia biskupia, po której został ordynariuszem eparchii preszowskiej.
9 grudnia 2013 Święty Synod Kościoła Prawosławnego Czech i Słowacji mianował go locum tenens Kościoła, który od rezygnacji metropolity Krzysztofa w kwietniu 2013 nie posiadał zwierzchnika. Decyzję Synodu oprotestował pełniący wcześniej obowiązki locum tenens arcybiskup Symeon (Jakovljevič), który oskarżył biskupa Rościsława oraz pozostałych członków Synodu o działanie wbrew cerkiewnym kanonom i uznał, że jest jedynym pełnoprawnym hierarchą Cerkwi Czech i Słowacji. Stanowisko Symeona poparł patriarcha konstantynopolitański Bartłomiej, zdaniem którego działania innych biskupów były niezgodne z prawem kanonicznym.
11 stycznia 2014 Sobór Lokalny Kościoła Prawosławnego Czech i Słowacji wybrał biskupa Rościsława na nowego zwierzchnika Kościoła. Również tę decyzję Patriarchat Konstantynopolitański uznał za niekanoniczną. Na intronizacji Rościsława na urząd metropolity obecni byli przedstawiciele jedynie części autokefalicznych Kościołów prawosławnych: Patriarchatu Antiochii, Greckiego Kościoła Prawosławnego, Polskiego Autokefalicznego Kościoła Prawosławnego oraz Kościoła Prawosławnego w Ameryce. Patriarchat Konstantynopolitański stał na stanowisku, że Kościół Czech i Słowacji nadal nie posiada zwierzchnika i zaaprobował tworzenie przez arcybiskupa Symeona Synodu alternatywnego, stojącego w opozycji do duchowieństwa popierającego Rościsława. Dopiero w styczniu 2016 zmienił decyzję i uznał Rościsława za kanonicznego metropolitę ziem czeskich i Słowacji.
W czerwcu 2016 r. przewodniczył delegacji Kościoła Prawosławnego Czech i Słowacji na Święty i Wielki Sobór Kościoła Prawosławnego.
Włada językami rosyjskim i greckim, deklaruje również bierną znajomość języków serbskiego, polskiego i niemieckiego.